# Södertälje hamn
Södertälje hamn – stacja kolejowa w Södertälje, w regionie Sztokholm, w Szwecji. Znajduje się na Västra stambanan. Dziennie obsługuje około 3 700 pasażerów.
Położona jest w południowej części Södertälje, w pobliżu portu. Do czasu powstania Grödingebanan, była główną stacją kolejową obsługującą miasto oraz cały ruch w tym dalekobieżny. Od 1995 obsługuje jedynie ruch podmiejski i regionalny, w tym pociągi kursujące do stacji Södertälje centrum.

## Linie kolejowe
- Västra stambanan